# Beausejour
Beausejour ist ein Ort mit gut 3200 Einwohnern (Stand: 2016) in der kanadischen Provinz Manitoba, ca. 60 km nordöstlich der Provinzhauptstadt Winnipeg. Beausejour hat den Status einer „Town“ (vergleichbar einer Kleinstadt).
Beausejour ist das Zentrum des Getreidehandels der Region und einiger Tourismus entstand durch die Nähe zum Whiteshell Provincial Park. Außer in der Landwirtschaft sind viele Einwohner in Unternehmen der Provinzhauptstadt beschäftigt.

## Geschichte
1903 entstand in Beausejour die zweitälteste ukrainische Kirche in der Provinz, nach Goner, wo 1899 die erste entstand.
1906 gründeten Joseph Keilback und seine Gesellschafter die Manitoba Glass Works und nutzten die qualitativ hochwertigen Sandlagerstätten der Region. Erfahrene Glasbläser aus Polen und den USA produzierten vor allem Bierflaschen für die wachsende Hauptstadt Winnipeg. Ein Konsortium von Unternehmern aus der Hauptstadt übernahm das Unternehmen 1909 und dehnte bis 1911 das Produktspektrum auf Apotheken- und Schreibutensilien aus. Auf dem Höhepunkt beschäftigte das Unternehmen rund 350 Mitarbeiter. Bereits 1913 wurde das Unternehmen jedoch von Montrealer Unternehmern aufgekauft, die über vollautomatische Produktionsmaschinen verfügten und erheblich mehr Kapital aufbieten konnten, und nach Redcliff in Alberta verlagert. Die neue Stätte bot Land und eine kostenlose Gasversorgung. 1989 wurde aus dem Unternehmen eine Provincial Heritage Site gemacht.
Am 6. April 1912 wurde der Ort Beausejour inkorporiert. Viele Bewohner kamen aus Polen, der Ukraine und Deutschland, die meisten aus Galizien und Wolhynien. Mit dem Beausejour Beaver erschien in Beausejour eine eigene Wochenzeitung. Die Northern Crown Bank gründete eine Zweigstelle im Ort.
Neben den stark agrarischen Strukturen basiert die Wirtschaft zunehmend auf Tourismus, wozu die Einrichtung des Whiteshell Provincial Park beitrug. Am Südwestrand der Gemeinde befindet sich der 25 Hektar große Chryplywy Wilderness Park. 1967 entstand auf Initiative von Julian Ilchena das Pioneer Village Museum, das eine Kleinstadt aus der Zeit um 1900 repräsentiert. Dazu gehört ein Blockhaus, eine Schule, Carl Kososki's Laden, die Schneiderei Bill Bryk, die Community Hall, ein Bahnhof der Canadian Pacific Railway, eine Schmiede, ein Laden und eine 1904 errichtete katholische, ukrainische Kirche mit Glockenturm (Holy Trinity Ukrainian Church). Hinzu kommt das Geburtshaus des ehemaligen Premierministers von Manitoba Edward Schreyer (1969–1977). Schreyer unterrichtete von 1956 bis 1967 am örtlichen Cromwell Public School and Beausejour Collegiate. Insgesamt bewahrt das Museum mehr als 3.000 Artefakte auf, unter ihnen ein Feuerwehrwagen aus den 40er Jahren sowie landwirtschaftliche Maschinen und Geräte.

## Wirtschaft und Infrastruktur

### Verkehr
5,6 Kilometer westsüdwestlich des Ortes befindet sich ein Flugplatz, der Beausejour/AV-Ranch Airpark.

## Medien
Mit dem Clipper Weekly erscheint im Ort eine eigene Wochenzeitung.

## Bildung
Die öffentliche Bibliothek, die Brokenhead River Regional Public Library, findet sich in 427 Park Avenue. Sie wurde am 21. November 1981 eröffnet und beherbergte nach eigenen Angaben 1.200 Bücher. Sie geht auf eine Initiative des Beausejour Women's Institute zurück. Bis 1984 befand sie sich in der Edward-Schreyer-Schule und zog danach in das heutige Domizil, dessen Größe 1994 noch einmal verdoppelt wurde. Bereits 1996 ans Internet angeschlossen, konnte im Jahr 2000 mit Mitteln der Bill and Melinda Gates Foundation ein Hochgeschwindigkeitsanschluss umgesetzt werden.
Der überregionalen theologischen Ausbildung für die protestantischen First Nations verschiedener Kirchen dient das Dr. Jessie Saulteaux Resource Centre. Es wurde 1984 im Rahmen eines Versuchsprogramms der United Church of Canada gegründet, 1991 wurde es zu einem College für Theologie ausgebaut. Ursprünglich befand sich das Ausbildungszentrum im Prairie Christian Training Centre in Fort Qu'Appelle in Saskatchewan, bevor es an den Brokenhead River nahe Beausejour umzog.